# Danh sách súng trường tấn công
Súng trường tấn công là loại súng trường sử dụng cỡ đạn trung gian, một hộp tiếp đạn có thể tháo rời và có thể chuyển chế độ bắn từ bán tự động sang tự động hoàn toàn. Súng trường tấn công là vũ khí tiêu chuẩn của hầu hết quân đội trên thế giới.
Theo các định nghĩa, súng phải có những đặc điểm sau đây mới được xem là súng trường tấn công:
- Nó phải là vũ khí cá nhân.
- Nó phải có khả năng chọn chế độ bắn, nghĩa là nó có thể chuyển chế độ bán tự động sang loạt 3 viên/tự động hoàn toàn.[1]
- Nó phải sử dụng một loại đạn trung gian: sát thương cao hơn một khẩu súng ngắn nhưng thấp hơn súng trường tiêu chuẩn và súng trường chiến đấu.
- Đạn dược phải được cung cấp từ một hộp tiếp đạn có thể tháo rời.
- Tầm bắn hiệu quả tối thiểu 300 mét (330 thước).

Một số súng trường thường được gọi là súng trường tấn công mặc dù súng không có những đặc điểm nêu trên, ví dụ:
- Súng carbine M2 và Amogh Carbine không phải là súng trường tấn công; tầm bắn hiệu quả của chúng chỉ có 200 thước.[2]
- Súng trường bán tự động như Colt AR-15 không phải là súng trường tấn công; chúng không có khả năng chọn chế độ bắn. Ngược lại, ArmaLite AR-15 nguyên mẫu sẽ đáp ứng các tiêu chí trên.
- Súng trường bán tự động chỉ có hộp đạn cố định như SKS không phải là súng trường tấn công; nó không thể trang bị hộp tiếp đạn có thể tháo rời và cũng không có khả năng bắn tự động.

| Tên                                       | Nhà sản xuất                                                              | Hình ảnh                                | Loại đạn                                                                                           | Quốc gia             | Năm                       |
| ----------------------------------------- | ------------------------------------------------------------------------- | --------------------------------------- | -------------------------------------------------------------------------------------------------- | -------------------- | ------------------------- |
| ACR                                       | Remington Arms Bushmaster                                                 |                                         | 5.56×45mm NATO 6.8mm Remington SPC                                                                 | Hoa Kỳ               | 2006                      |
| ADS                                       | KBP Instrument Design Bureau                                              |                                         | 5.45×39mm 5.45mm PSP                                                                               | Nga                  | 2007                      |
| AEK-971                                   | Degtyarev plant                                                           |                                         | 5.45×39mm                                                                                          | Liên Xô              | 1978                      |
| AG-043                                    |                                                                           |                                         | 5.45×39mm                                                                                          | Liên Xô              | 1974                      |
| Ak 5                                      | Bofors Carl Gustaf                                                        |                                         | 5.56×45mm NATO                                                                                     | Thụy Điển            | 1982                      |
| AK-9                                      | Tập đoàn Kalashnikov                                                      |                                         | 9×39mm                                                                                             | Nga                  | Thập niên 2000            |
| AK-47                                     | Tập đoàn Kalashnikov                                                      |                                         | 7.62×39mm                                                                                          | Liên Xô              | 1946                      |
| AK-74                                     | Tập đoàn Kalashnikov                                                      |                                         | 5.45×39mm                                                                                          | Liên Xô              | 1974                      |
| AK-101                                    | Tập đoàn Kalashnikov                                                      |                                         | 5.56×45mm NATO                                                                                     | Nga                  | 1994                      |
| AK-102                                    | Tập đoàn Kalashnikov                                                      |                                         | 5.56×45mm NATO                                                                                     | Nga                  | Thập niên 1990            |
| AK-103                                    | Tập đoàn Kalashnikov                                                      |                                         | 7.62×39mm                                                                                          | Nga                  | 1994                      |
| AK-107                                    | Tập đoàn Kalashnikov                                                      |                                         | 5.45×39mm / 5.56×45mm NATO                                                                         | Nga                  | Thập niên 1990            |
| AK-12                                     | Tập đoàn Kalashnikov                                                      |                                         | 5.45×39mm 5.56×45mm NATO 7.62×39mm 9×39mm 6.5mm Grendel 7.62×51mm NATO 12 gauge                    | Nga                  | 2010                      |
| AK-63                                     | Fegyver- és Gépgyár                                                       |                                         | 7.62×39mm                                                                                          | Hungary              | 1977                      |
| AKM                                       | Izhmash Tula Arms Plant                                                   |                                         | 7.62×39mm                                                                                          | Liên Xô              | Thập niên 1950            |
| AMD-65                                    | Fegyver- és Gépgyár                                                       | không khung                             | 7.62×39mm                                                                                          | Hungary              | 1965                      |
| AMP-69                                    | Fegyver- és Gépgyár                                                       |                                         | 7.62×39mm                                                                                          | Hungary              | 1970-1985                 |
| AN-94                                     | Izhmash                                                                   |                                         | 5.45×39mm                                                                                          | Nga                  | 1994                      |
| AO-27                                     |                                                                           |                                         | 7.62 mm (3 mm flechette)                                                                           | Liên Xô              | 1961                      |
| AO-31                                     |                                                                           |                                         | 5.45×39mm 7.62×39mm                                                                                | Liên Xô              | 1962                      |
| AO-35                                     |                                                                           |                                         | 5.45×39mm 7.62×39mm                                                                                | Liên Xô              | 1968?                     |
| AO-38                                     | TsNIITochMash                                                             |                                         | 5.45×39mm                                                                                          | Liên Xô              | 1965                      |
| APS-95                                    | Končar-Arma d.o.o                                                         | Tập tin:Aps95.jpg                       | 5.56×45mm NATO                                                                                     | Croatia              | 1995                      |
| Súng trường tấn công dưới nước APS        | Tula Arms Plant TsNIITochMash                                             |                                         | 5.66×39mm                                                                                          | Liên Xô              | Thập niên 1970            |
| AR-15                                     | ArmaLite                                                                  |                                         | 5.56×45mm NATO                                                                                     | Hoa Kỳ               | 1958                      |
| AS Val                                    | TsNIITochMash                                                             |                                         | 9×39mm                                                                                             | Liên Xô              | 1987                      |
| Súng trường đổ bộ ASM-DT                  | Tula Arms Plant                                                           |                                         | 5.45×39mm                                                                                          | Liên Xô              | 1990s                     |
| Barrett REC7                              | Barrett Firearms Manufacturing                                            |                                         | 5.56×45mm NATO 6.8mm Remington SPC                                                                 | Hoa Kỳ               | 2007                      |
| Beretta AR70/90                           | Fabbrica d'Armi Pietro Beretta                                            |                                         | 5.56×45mm NATO                                                                                     | Ý                    | 1985                      |
| Beretta ARX160                            | Fabbrica d'Armi Pietro Beretta                                            |                                         | 5.56×45mm NATO 5.45×39mm 6.8mm Remington SPC 7.62×39mm                                             | Ý                    | 2008                      |
| Beretta Rx4 Storm                         | Fabbrica d'Armi Pietro Beretta                                            |                                         | 5.56×45mm NATO .223 Remington                                                                      | Ý                    | 2005                      |
| BSA 28P                                   | Birmingham Small Arms Company                                             |                                         | .280 British                                                                                       | Anh Quốc             | 1949                      |
| Bullpup Multirole Combat Rifle            | ST Kinetics                                                               |                                         | 5.56×45mm NATO 6.8mm Remington SPC 7.62×39mm                                                       | Singapore            | 2014                      |
| Súng trường Chropi                        | Chropei                                                                   |                                         | 7.62×39mm                                                                                          | Hy Lạp               | 1975                      |
| CEAM Modèle 1950                          | Atelier Mécanique de Mulhouse                                             |                                         | .30 Carbine 7.92×33mm Kurz 7.65×35mm 7.5×38mm                                                      | Pháp                 | 1949                      |
| CETME Model L                             | Empresa Nacional Santa Bárbara                                            |                                         | 5.56×45mm NATO                                                                                     | Tây Ban Nha          | 1981                      |
| Close Quarters Battle Receiver            | Colt's Manufacturing Company                                              |                                         | 5.56×45mm NATO                                                                                     | Hoa Kỳ               | 1999                      |
| Colt Canada C7                            | Colt Canada                                                               |                                         | 5.56×45mm NATO                                                                                     | Canada               | 1982                      |
| Colt CM901                                | Colt Defense                                                              |                                         | 5.56×45mm NATO 6.8mm Remington SPC 7.62×39mm 7.62×51mm NATO                                        | Hoa Kỳ               | 2010s                     |
| Conventional Multirole Combat Rifle       | ST Kinetics                                                               |                                         | 5.56×45mm NATO                                                                                     | Singapore            | 2014                      |
| CZ 805 BREN                               | Česká zbrojovka Uherský Brod                                              |                                         | 5.56×45mm NATO                                                                                     | Cộng hòa Séc         | 2009                      |
| ČZ 2000                                   | Česká zbrojovka Uherský Brod                                              | Tập tin:Cz2000-variants.jpg             | 5.56×45mm NATO                                                                                     | Tiệp Khắc            | 1990                      |
| Daewoo K2                                 | S&T Motiv                                                                 |                                         | 5.56×45mm NATO                                                                                     | Hàn Quốc             | 1972                      |
| Desarrollos Industriales Casanave SC-2005 | Desarrollos Industriales Casanave S.A                                     |                                         | 5.56×45mm NATO 7.62×51mm NATO 7.62×39mm                                                            | Perú                 | 2005                      |
| Súng trường tấn công Dlugov               |                                                                           |                                         | 7.62×39mm                                                                                          | Liên Xô              | 1953                      |
| Súng trường EM-2                          | Royal Small Arms Factory Enfield                                          |                                         | 7 mm Mk1Z (7×43mm)                                                                                 | Anh Quốc             | 1950                      |
| Súng trường Excalibur                     | Armament Research and Development Establishment                           |                                         | 5.56×45mm NATO                                                                                     | Ấn Độ                | 2013–14                   |
| EMER K1                                   | Myanmar Fritz Werner Industries                                           |                                         | 5.56×45mm NATO                                                                                     | Myanmar              |                           |
| FAMAS                                     | Nexter                                                                    |                                         | 5.56×45mm NATO                                                                                     | Pháp                 | 1978                      |
| FARA 83                                   | Fabrica Militar de Armas Portatiles Domingo Matheu                        |                                         | 5.56×45mm NATO                                                                                     | Argentina            | 1981                      |
| FB Beryl                                  | Łucznik Arms Factory                                                      |                                         | 5.56×45mm NATO                                                                                     | Ba Lan               | 1995                      |
| FB MSBS                                   | FB "Łucznik" Radom                                                        |                                         | 7.62×51mm NATO 5.56×45mm NATO 7.62×39mm                                                            | Ba Lan               | 2016                      |
| FB Tantal                                 | Łucznik Arms Factory                                                      |                                         | 5.45×39mm                                                                                          | Ba Lan               | 1981                      |
| FN CAL                                    | Fabrique Nationale d'Herstal                                              |                                         | 5.56×45mm NATO                                                                                     | Bỉ                   | 1963                      |
| FN F2000                                  | Fabrique Nationale d'Herstal                                              |                                         | 5.56×45mm NATO                                                                                     | Bỉ                   | 2001                      |
| FN FNC                                    | Fabrique Nationale d'Herstal                                              |                                         | 5.56×45mm NATO                                                                                     | Bỉ                   | 1975                      |
| FN SCAR                                   | Fabrique Nationale d'Herstal                                              | Tập tin:Scar H Standard.png             | 5.56×45mm NATO                                                                                     | Bỉ                   | 2004                      |
| FX-05 Xiuhcoatl                           | Dirección General de Industria Militar del Ejército                       |                                         | 5.56×45mm NATO                                                                                     | México               | 2005                      |
| Grad AR                                   | State Factories-North Ossetia                                             |                                         | 6×49mm 5.45×39mm                                                                                   | Nam Ossetia          | 2010                      |
| Grossfuss Sturmgewehr                     |                                                                           |                                         | 7.92×33mm Kurz                                                                                     | Đức                  | 1944                      |
| G11                                       | Heckler & Koch                                                            |                                         | 4.73 x33mm                                                                                         | Đức                  | 1968                      |
| G36                                       | Heckler & Koch                                                            |                                         | 5.56×45mm NATO                                                                                     | Đức                  | 1995                      |
| G41                                       | Heckler & Koch                                                            |                                         | 5.56×45mm NATO                                                                                     | Đức                  | 1984                      |
| HK33                                      | Heckler & Koch                                                            |                                         | 5.56×45mm NATO                                                                                     | Đức                  | Thập niên 1960            |
| HK36                                      | Heckler & Koch                                                            |                                         | 4.6×36 mm                                                                                          | Đức                  | 1970s                     |
| HK416                                     | Heckler & Koch                                                            |                                         | 5.56×45mm NATO                                                                                     | Đức                  | 2004                      |
| HK433                                     | Heckler & Koch                                                            |                                         | 5.56×45mm NATO và nhiều loại khác                                                                  | Đức                  | 2017                      |
| Howa Type 89                              | Howa                                                                      |                                         | 5.56×45mm NATO                                                                                     | Nhật Bản             | 1989                      |
| HS Produkt VHS                            | HS Produkt                                                                |                                         | 5.56×45mm NATO                                                                                     | Croatia              | 2005                      |
| IMBEL MD                                  | IMBEL                                                                     |                                         | 5.56×45mm NATO                                                                                     | Brasil               | 1983                      |
| IMBEL IA2                                 | IMBEL                                                                     |                                         | 5.56×45mm NATO 7.62×51mm NATO                                                                      | Brasil               | 2009                      |
| IMI Galil                                 | Israel Military Industries                                                |                                         | 5.56×45mm NATO 7.62×51mm NATO                                                                      | Israel               | 1960s                     |
| IWI Tavor                                 | Israel Weapon Industries                                                  |                                         | 5.56×45mm NATO                                                                                     | Israel               | 1991                      |
| IWI X95                                   | Israel Weapon Industries                                                  |                                         | 5.56×45mm NATO 5.45×39mm .300 AAC Blackout 9×19mm Parabellum 5.56×30mm MINSAS                      | Israel               | 2003                      |
| INSAS                                     | Ordnance Factories Board                                                  |                                         | 5.56×45mm NATO                                                                                     | Ấn Độ                | 1998                      |
| Interdynamics MKS                         | Interdynamics                                                             |                                         | 5.56×45mm NATO                                                                                     | Thụy Điển            | 1979                      |
| IWI Galil ACE                             | Israel Weapons Industries                                                 |                                         | 5.56×45mm NATO 7.62×51mm NATO 7.62×39mm                                                            | Israel               | 2008                      |
| Kbkg wz. 1960                             |                                                                           |                                         | 7.62×39mm                                                                                          | Ba Lan               | 1960                      |
| L64/65                                    | RSAF Enfield                                                              |                                         | 4.85×49mm                                                                                          | Anh Quốc             | 1964                      |
| Súng trường LSAT                          |                                                                           |                                         | Đạn không vỏ LSAT                                                                                  | Hoa Kỳ               | 2008                      |
| Leader Dynamics Series T2 MK5             | Leader Dynamics Australian Automatic Arms                                 |                                         | 5.56×45mm NATO                                                                                     | Úc                   | 1978                      |
| LR-300                                    | Z-M Weapons                                                               |                                         | 5.56×45mm NATO                                                                                     | Hoa Kỳ               | 2000                      |
| M16                                       | Colt                                                                      |                                         | 5.56×45mm NATO                                                                                     | Hoa Kỳ               | 1956                      |
| CMMG Mk47 Mutant                          | CMMG Inc.                                                                 |                                         | 7.62×39mm                                                                                          | Hoa Kỳ               | 2014                      |
| Multi Caliber Individual Weapon System    | Ordnance Factory Tiruchirappalli                                          |                                         | 5.56×45mm NATO 7.62×39mm 6.8mm Remington SPC                                                       | Ấn Độ                | 2012                      |
| Súng trường tấn công Nesterov             |                                                                           |                                         | 7.62×39mm                                                                                          | Liên Xô              | 1961                      |
| Norinco CQ                                | Norinco                                                                   |                                         | 5.56×45mm NATO                                                                                     | Trung Quốc           | Thập niên 1980            |
| OTs-12 Tiss                               | KBP Instrument Design Bureau                                              |                                         | 9×39mm                                                                                             | Nga                  | Thập niên 1990            |
| Pindad SS1                                | PT Pindad                                                                 |                                         | 5.56×45mm NATO                                                                                     | Indonesia            | 1991                      |
| Pindad SS2                                | PT Pindad                                                                 |                                         | 5.56×45mm NATO                                                                                     | Indonesia            | 2005                      |
| Pistol Mitralieră model 1963/1965         | ROMARM                                                                    |                                         | 7.62×39mm                                                                                          | România              | 1963–1965                 |
| Pușcă Automată model 1986                 | ROMARM                                                                    |                                         | 5.45×39mm                                                                                          | România              | 1986                      |
| PVAR rifle                                | United Defense Manufacturing Corporation                                  |                                         | 5.56×45mm NATO                                                                                     | Philippines          | 2011                      |
| QBZ-95                                    | Norinco                                                                   | Tập tin:QBZ 95 PLA.png                  | 5.8×42mm DBP87 / 5.56×45mm NATO                                                                    | Trung Quốc           | 1995                      |
| QBZ-03                                    | Norinco                                                                   |                                         | 5.8×42mm DBP87 5.56×45mm NATO                                                                      | Trung Quốc           | 2003                      |
| Remington GPC                             | Remington Arms                                                            | Tập tin:Remington GPC.png               | 5.56×45mm NATO                                                                                     | Hoa Kỳ               | 2010                      |
| Remington R5 RGP                          | Remington Arms                                                            |                                         | 5.56×45mm NATO                                                                                     | Hoa Kỳ               | 2006                      |
| Rk 62                                     | Valmet SAKO                                                               |                                         | 7.62×39mm                                                                                          | Phần Lan             | 1962                      |
| Rk 95 TP                                  | SAKO                                                                      |                                         | 7.62×39mm                                                                                          | Phần Lan             | 1990                      |
| Robinson Armament XCR                     | Robinson Armament Co                                                      |                                         | 5.56×45mm NATO 5.45×39mm 7.62×39mm 6.8mm Remington SPC 6.5mm Grendel 7.62×51mm NATO .260 Remington | Hoa Kỳ               | 2004                      |
| S&T Daewoo K11                            | S&T Motiv                                                                 |                                         | 5.56×45mm NATO                                                                                     | Hàn Quốc             | 2006                      |
| Sa vz. 58                                 | Česká zbrojovka                                                           |                                         | 7.62×39mm M43                                                                                      | Tiệp Khắc            | 1956                      |
| SA80                                      | BAE Systems                                                               |                                         | 5.56×45mm NATO                                                                                     | Anh Quốc             | Thập niên 1970            |
| SAR 80                                    | Chartered Industries of Singapore (now known as ST Kinetics)              |                                         | 5.56×45mm NATO                                                                                     | Singapore            | 1976                      |
| SAR-21                                    | ST Kinetics                                                               |                                         | 5.56×45mm NATO                                                                                     | Singapore            | 1996                      |
| SIG MCX                                   | SIG Sauer                                                                 |                                         | 5.56×45mm NATO 300 AAC Blackout                                                                    | Thụy Sĩ              | 2010s                     |
| SIG Sauer SIG516                          | Schweizerische Industrie Gesellschaft                                     |                                         | 5.56×45mm NATO .223 Remington 7.62×39mm                                                            | Hoa Kỳ               | Thập niên 2000            |
| SIG SG 530                                | Schweizerische Industrie Gesellschaft                                     |                                         | 5.56×45mm NATO                                                                                     | Thụy Sĩ              | Thập niên 1960            |
| SIG SG 540                                | Schweizerische Industrie Gesellschaft                                     | Tập tin:SG 540 Manurhin.jpg             | 5.56×45mm NATO                                                                                     | Thụy Sĩ              | Thập niên 1970            |
| SIG SG 550                                | Swiss Arms AG                                                             |                                         | 5.6 mm Gw Pat 90                                                                                   | Thụy Sĩ              | Thập niên 1970            |
| SOCIMI AR-831                             | Società Costruzioni Industriali Milano Luigi Franchi S.p.A.               |                                         | 5.56×45mm NATO                                                                                     | Ý                    | 1985                      |
| Special Operations Assault Rifle          | Ferfrans Specialties                                                      |                                         | 5.56×45mm NATO                                                                                     | Philippines          | 2004                      |
| SR-3 Vikhr                                | Tula Arms Plant                                                           |                                         | 9×39mm                                                                                             | Liên Xô              | Thập niên 1990            |
| SR-47                                     |                                                                           |                                         | 7.62×39mm                                                                                          | Hoa Kỳ               |                           |
| SR 88                                     | Chartered Industries of Singapore (còn được biết với tên gọi ST Kinetics) |                                         | 5.56×45mm NATO                                                                                     | Singapore            | 1978                      |
| Sterling SAR-87                           | Sterling Armaments Company                                                |                                         | 5.56×45mm NATO                                                                                     | Hoa Kỳ               | Thập niên 1980            |
| Steyr AUG                                 | Steyr Mannlicher                                                          |                                         | 5.56×45mm NATO 9×19mm Parabellum                                                                   | Áo                   | Thập niên 1970            |
| Stoner 63                                 | Cadillac Gage                                                             |                                         | 5.56×45mm NATO                                                                                     | Hoa Kỳ               | 1962                      |
| StG 44                                    | C. G. Haenel Waffen und Fahrradfabrik                                     |                                         | 7.92×33mm Kurz                                                                                     | Đức                  | 1942                      |
| StG 45                                    | Mauser                                                                    | Tập tin:Sturmgewehr 45 reproduction.png | 7.92×33mm Kurz                                                                                     | Đức                  | 1944                      |
| STV                                       | Nhà máy Z111                                                              |                                         | 7,62×39mm                                                                                          | Việt Nam             | 2019                      |
| Súng trường tấn công T65                  | 205th Armory                                                              |                                         | 5.56×45mm NATO                                                                                     | Đài Loan             | 1976                      |
| Súng trường chiến đấu T86                 | 205th Armory                                                              |                                         | 5.56×45mm NATO                                                                                     | Đài Loan             | 1992                      |
| Súng trường chiến đấu T91                 | 205th Armory                                                              |                                         | 5.56×45mm NATO                                                                                     | Đài Loan             | 2002                      |
| TKB-072                                   | Tula Arms Plant                                                           |                                         | 5.45×39mm                                                                                          | Liên Xô              | 1975                      |
| TKB-517                                   | Tula Arms Plant                                                           |                                         | 7.62×39mm                                                                                          | Liên Xô              | 1952                      |
| Kiểu 56                                   | Norinco                                                                   |                                         | 7.62×39mm M43                                                                                      | Trung Quốc           | 1956                      |
| Kiểu 58                                   |                                                                           |                                         | 7.62×39mm                                                                                          | CHDCND Triều Tiên    | 1958                      |
| Kiểu 63                                   |                                                                           |                                         | 7.62×39mm                                                                                          | Trung Quốc           | 1968                      |
| Kiểu 81                                   |                                                                           |                                         | 7.62×39mm                                                                                          | Trung Quốc           | 1971                      |
| Norinco Type 86S                          | Norinco                                                                   |                                         | 7.62×39mm                                                                                          | Trung Quốc           | Thập niên 1980            |
| VAHAN                                     |                                                                           |                                         | 5.45×39mm                                                                                          | Armenia              | 1952                      |
| Valmet M76                                | Valmet                                                                    |                                         | 5.56×45mm NATO 7.62×39mm                                                                           | Phần Lan             | Thập niên 1970            |
| Valmet M82                                | Valmet                                                                    |                                         | 5.56×45mm NATO 7.62×39mm                                                                           | Phần Lan             | 1978                      |
| Vektor CR-21                              | Denel                                                                     |                                         | 5.56×45mm NATO                                                                                     | Nam Phi              | 1997                      |
| Vektor R4                                 | Denel Land Systems                                                        |                                         | 5.56×45mm NATO                                                                                     | Nam Phi              | Thập niên 1970            |
| Vepr                                      | National Space Agency's R&D Center for precision engineering              |                                         | 5.45×39mm                                                                                          | Ukraina              | 2010                      |
| Wieger StG-940                            |                                                                           |                                         | 5.56×45mm NATO 5.45×39mm                                                                           | Đức                  | Thập niên 1980            |
| Wimmersperg Spz                           |                                                                           |                                         | 7.92×33mm Kurz                                                                                     | Đức                  | 1944                      |
| XM8                                       | Heckler & Koch                                                            |                                         | 5.56×45mm NATO                                                                                     | Đức · Hoa Kỳ         | 2003                      |
| XT-97                                     | 205th Armory                                                              |                                         | 5.56×45mm NATO 9×19mm Parabellum                                                                   | Đài Loan             | 2008                      |
| Zastava M21                               | Zastava Arms                                                              |                                         | 5.56×45mm NATO                                                                                     | Serbia và Montenegro | 2004                      |
| Zastava M70                               | Zastava Arms                                                              |                                         | 7.62×39mm                                                                                          | Nam Tư               | 1959                      |
| Zastava M80                               | Zastava Arms                                                              |                                         | 5.56×45mm NATO                                                                                     | Nam Tư ·             | Đầu những năm 1980 - 1990 |
| Zastava M90                               | Zastava Arms                                                              |                                         | 5.56×45mm NATO                                                                                     | Serbia               | 1990                      |